# Ligue 1 2021-22
La temporada 2021-22 de la Ligue 1 fue la 84.ª edición de Liga Francesa de fútbol, por razones comerciales se denomina Ligue 1 Uber Eats. El torneo lo organiza la Ligue de Football Professionnel. La temporada comenzó el 6 de agosto de 2021 y terminó en mayo de 2022.

## Relevos
| Pos. | A la Ligue 2    |
| ---- | --------------- |
| 19.º | Nîmes Olympique |
| 20.º | Dijon F. C. O   |

| Pos. | A la Ligue 1       |
| ---- | ------------------ |
| 1.º  | E. S. Troyes A. C. |
| 2.º  | Clermont Foot      |

## Competición

### Reglamento
A partir de la temporada 2021-22, los criterios de desempate atravesaron varias modificaciones con el propósito de dar más importancia a las confrontaciones directas. Por lo tanto los criterios en orden son:
1. Mayor número de puntos;
2. Mayor diferencia de gol general;
3. Mayor número de puntos en confrontaciones directas;
4. Mayor diferencia de gol particular;
5. Mayor número de goles en confrontaciones directas;
6. Mayor número de goles de visitante en confrontaciones directas;
7. Mayor número de goles marcados;
8. Mayor número de goles marcados de visitante;
9. Mayor número de goles marcados en un solo partido;
10. Mejor clasificación en "fair play" (1 punto por tarjeta amarilla, 3 puntos por tarjeta roja).

## Equipos participantes

### Información de los equipos
| Equipo                                       | Ciudad           | Estadio                 | Capacidad | Entrenador           | Capitán           | Proveedor      | Patrocinador    |
| -------------------------------------------- | ---------------- | ----------------------- | --------- | -------------------- | ----------------- | -------------- | --------------- |
| Angers Sporting Club Ouest                   | Angers           | Stade Raymond Kopa      | 17 835    | Gérald Baticle       | Ismaël Traoré     | Kappa          | Scania          |
| Clermont Foot Auvergne                       | Clermont-Ferrand | Stade Gabriel Montpied  | 11 980    | Pascal Gastien       | Jonathan Iglesias | Patrick        | Crédit Mutuel   |
| Racing Estrasburgo                           | Estrasburgo      | Stade de la Meinau      | 29 230    | Julien Stéphan       | Stefan Mitrović   | Adidas         | ÉS Énergies     |
| FC Girondins de Burdeos                      | Burdeos          | Matmut Atlantique       | 42 115    | David Guion          | Benoît Costil     | Adidas         | Groupe Sweetcom |
| Lille Olympique Sporting Club                | Lille            | Stade Pierre-Mauroy     | 50 186    | Jocelyn Gourvennec   | José Fonte        | New Balance    | Boulanger       |
| Football Club Lorient                        | Lorient          | Stade du Moustoir       | 18 500    | Christophe Pélissier | Fabien Lemoine    | Kappa          | Jean Floc'h     |
| Football Club de Metz                        | Metz             | Stade Saint-Symphorien  | 25 636    | Frédéric Antonetti   | Renaud Cohade     | Kappa          | Moselle         |
| Association Sportive de Monaco Football Club | Mónaco           | Stade Louis II          | 18 525    | Philippe Clement     | Wissam Ben Yedder | Kappa          | eToro           |
| Montpellier Hérault Sport Club               | Montpellier      | Stade de la Mosson      | 29 000    | Olivier Dall'Oglio   | Hilton            | Nike           | Groupe Marty    |
| Olympique de Lyon                            | Lyon             | Parc Olympique Lyonnais | 59 186    | Peter Bosz           | Jason Denayer     | Adidas         | Emirates        |
| Olympique de Marsella                        | Marsella         | Stade Orange Vélodrome  | 67 394    | Jorge Sampaoli       | Steve Mandanda    | Puma           | Uber Eats       |
| Football Club Nantes                         | Nantes           | Stade de la Beaujoire   | 37 473    | Antoine Kombouaré    | Abdoulaye Touré   | Macron         | Synergie        |
| Olympique Gymnaste Club Niza                 | Niza             | Allianz Riviera         | 35 624    | Christophe Galtier   | Dante Bonfim      | Macron         | Ineos           |
| París Saint-Germain Football Club            | París            | Parc des Princes        | 47 929    | Mauricio Pochettino  | Marquinhos        | Nike           | Accor           |
| Racing Club Lens                             | Lens             | Stade Félix Bollaert    | 38 058    | Franck Haise         | Yannick Cahuzac   | Puma           | Auchan          |
| Association Sportive de Saint-Étienne        | Saint-Étienne    | Stade Geoffroy-Guichard | 41 965    | Pascal Dupraz        | Loïc Perrin       | Le Coq Sportif | ZEbet           |
| Stade Brest 29                               | Brest            | Stade Francis-Le Blé    | 15 097    | Michel Der Zakarian  | Gaëtan Belaud     | Adidas         | Quéguiner       |
| Stade de Reims                               | Reims            | Stade Auguste Delaune   | 21 684    | Óscar García         | Marvin Martin     | Umbro          | Emporio Armani  |
| Stade Rennes                                 | Rennes           | Roazhon Park            | 31 127    | Bruno Génésio        | Damien Da Silva   | Puma           | Samsic          |
| Espérance Sportive Troyes Aube Champagne     | Troyes           | Stade de l'Aube         | 20 400    | Bruno Irles          | Stéphane Darbion  | Le Coq Sportif | Babeau Seguin   |

### Cambios de entrenadores
| Equipo               | Entrenador (Jornadas)    | Fecha de vacante        | Tipo de salida     | Posición en la tabla | Entrenador entrante      | Fecha de nombramiento   |
| -------------------- | ------------------------ | ----------------------- | ------------------ | -------------------- | ------------------------ | ----------------------- |
| Stade de Reims       | David Guion              | 30 de junio de 2021     | Fin de contrato    | Pretemporada         | Óscar García Junyent     | 23 de abril de 2021     |
| Angers SCO           | Stéphane Moulin          | 30 de junio de 2021     | Fin de contrato    | Pretemporada         | Gérald Baticle           | 23 de mayo de 2021      |
| Racing Estrasburgo   | Thierry Laurey           | 30 de junio de 2021     | Fin de contrato    | Pretemporada         | Julien Stéphan           | 28 de mayo de 2021      |
| Olympique de Lyon    | Rudi García              | 30 de junio de 2021     | Fin de contrato    | Pretemporada         | Peter Bosz               | 29 de mayo de 2021      |
| Montpellier HSC      | Michel Der Zakarian      | 30 de junio de 2021     | Fin de contrato    | Pretemporada         | Olivier Dall'Oglio       | 1 de junio de 2021      |
| Stade Brestois 29    | Olivier Dall'Oglio       | 30 de junio de 2021     | Fin de contrato    | Pretemporada         | Michel Der Zakarian      | 22 de junio de 2021     |
| Lille OSC            | Christophe Galtier       | 30 de junio de 2021     | Mutuo acuerdo      | Pretemporada         | Jocelyn Gourvennec       | 5 de julio de 2021      |
| OGC Niza             | Adrien Ursea             | 30 de junio de 2021     | Fin de contrato    | Pretemporada         | Christophe Galtier       | 28 de junio de 2021     |
| Girondins de Burdeos | Jean-Louis Gasset        | 27 de julio de 2021     | Mutuo acuerdo      | Pretemporada         | Vladimir Petković        | 27 de julio de 2021     |
| Saint-Étienne        | Claude Puel (1-17)       | 5 de diciembre de 2021  | Despedido          | 20.º                 | Julien Sablé INT (18)    | 8 de diciembre de 2021  |
| Saint-Étienne        | Julien Sablé INT (18)    | 14 de diciembre de 2021 | Fin de interinidad | 20.º                 | Pascal Dupraz (19-38)    | 14 de diciembre de 2021 |
| ES Troyes            | Laurent Batlles (1-19)   | 30 de diciembre de 2021 | Mutuo acuerdo      | 15.º                 | Bruno Irles (20-38)      | 3 de enero de 2022      |
| AS Mónaco            | Niko Kovač (1-19)        | 1 de enero de 2022      | Despedido          | 6.º                  | Philippe Clement (20-38) | 3 de enero de 2022      |
| Girondins de Burdeos | Vladimir Petković (1-23) | 7 de febrero de 2022    | Despedido          | 19.º                 | Jaroslav Plašil INT (24) | 8 de febrero de 2022    |
| Girondins de Burdeos | Jaroslav Plašil INT (24) | 17 de febrero de 2022   | Fin de interinidad | 20.º                 | David Guion (25-38)      | 17 de febrero de 2022   |

### Equipos por Región histórica, Territorio histórico o Departamento
| Región histórica o Departamento | N.º | Equipos                                          |
| ------------------------------- | --- | ------------------------------------------------ |
| Bretaña                         | 3   | F. C. Lorient, Stade Brest y Stade Rennais F. C. |
| Alta Francia                    | 2   | Lille O. S. C. y Racing Lens                     |
| País del Loira                  | 2   | Angers S. C. O. y Nantes F. C.                   |
| Alpes Marítimos                 | 1   | O. G. C. Nice                                    |
| Alsacia                         | 1   | Racing Estrasburgo                               |
| Aube                            | 1   | E. S. Troyes A. C.                               |
| Bocas del Ródano                | 1   | Olympique de Marsella                            |
| Gironda                         | 1   | F. C. Girondins de Bordeaux                      |
| Isla de Francia                 | 1   | París Saint-Germain F. C.                        |
| Loira                           | 1   | A. S. Saint-Étienne                              |
| Lorena                          | 1   | F. C. Metz                                       |
| Marne                           | 1   | Stade de Reims                                   |
| Metrópoli de Lyon               | 1   | Olympique de Lyon                                |
| Mónaco                          | 1   | A. S. Mónaco F. C.                               |
| Occitania                       | 1   | Montpellier Hérault S. C.                        |
| Puy-de-Dôme                     | 1   | Clermont Foot                                    |

Nota : las banderas son proposiciones representativas por región, departamento o territorio histórico. En Francia no es habitual utilizar banderas de las regiones o departamentos. Nombres y banderas de los equipos según la época. 

## Clasificación
| Pos. | Equipo                    | Pts. | PJ | G  | E  | P  | GF | GC | Dif. | Clasificación 2022–23                           |
| ---- | ------------------------- | ---- | -- | -- | -- | -- | -- | -- | ---- | ----------------------------------------------- |
| 1    | París Saint-Germain (C)   | 86   | 38 | 26 | 8  | 4  | 90 | 36 | +54  | Fase de grupos de la Liga de Campeones          |
| 2    | Olympique de Marsella     | 71   | 38 | 21 | 8  | 9  | 62 | 38 | +24  | Fase de grupos de la Liga de Campeones          |
| 3    | A. S. Mónaco              | 69   | 38 | 20 | 9  | 9  | 65 | 40 | +25  | Tercera ronda de la Liga de Campeones           |
| 4    | Stade Rennes              | 66   | 38 | 20 | 6  | 12 | 82 | 40 | +42  | Fase de grupos de la Liga Europa                |
| 5    | O. G. C. Niza             | 66   | 38 | 20 | 7  | 11 | 52 | 36 | +16  | Ronda de play-off de la Liga Europa Conferencia |
| 6    | Racing Estrasburgo        | 63   | 38 | 17 | 12 | 9  | 60 | 43 | +17  |                                                 |
| 7    | Racing Lens               | 62   | 38 | 17 | 11 | 10 | 62 | 48 | +14  |                                                 |
| 8    | Olympique de Lyon         | 61   | 38 | 17 | 11 | 10 | 66 | 51 | +15  |                                                 |
| 9    | F. C. Nantes              | 55   | 38 | 15 | 10 | 13 | 55 | 48 | +7   | Fase de grupos de la Liga Europa                |
| 10   | Lille O. S. C.            | 55   | 38 | 14 | 13 | 11 | 48 | 48 | 0    |                                                 |
| 11   | Stade Brest               | 48   | 38 | 13 | 9  | 16 | 49 | 57 | −8   |                                                 |
| 12   | Stade Reims               | 46   | 38 | 11 | 13 | 14 | 43 | 44 | −1   |                                                 |
| 13   | Montpellier Hérault S. C. | 43   | 38 | 12 | 7  | 19 | 49 | 61 | −12  |                                                 |
| 14   | Angers S. C. O.           | 41   | 38 | 10 | 11 | 17 | 44 | 55 | −11  |                                                 |
| 15   | E. S. Troyes              | 38   | 38 | 9  | 11 | 18 | 37 | 53 | −16  |                                                 |
| 16   | F. C. Lorient             | 36   | 38 | 8  | 12 | 18 | 35 | 63 | −28  |                                                 |
| 17   | Clermont Foot             | 36   | 38 | 9  | 9  | 20 | 38 | 69 | −31  |                                                 |
| 18   | A. S. Saint-Étienne (D)   | 32   | 38 | 7  | 11 | 20 | 42 | 77 | −35  | Play-offs de promoción de categoría             |
| 19   | F. C. Metz (D)            | 31   | 38 | 6  | 13 | 19 | 35 | 69 | −34  | Descenso de categoría                           |
| 20   | Girondins de Burdeos (D)  | 31   | 38 | 6  | 13 | 19 | 52 | 91 | −39  | Descenso de categoría                           |

Actualizado a los partidos jugados el 21 de mayo de 2022.
 Fuente: Ligue 1
Notas:
1. ↑  Al Niza se le restó un punto por problemas con los aficionados que provocaron la suspensión de su juego contra el Olympique de Marsella. Se le puede descontar un punto más si este problema vuelve a ocurrir.[32]
2. ↑  Al Olympique de Lyon se le restó un punto por problemas con los aficionados que provocaron la suspensión de su juego contra el Olympique de Marsella.[33]
3. ↑  Nantes clasificó a la Fase de grupos de la Liga Europa, por ser campeón de la Copa de Francia de Fútbol 2021-22.

### Evolución de la clasificación
| Equipo                 | 01 | 02 | 03 | 04 | 05 | 06 | 07 | 08 | 09 | 10 | 11 | 12 | 13 | 14  | 15 | 16  | 17  | 18  | 19  | 20  | 21  | 22  | 23 | 24 | 25 | 26 | 27 | 28 | 29 | 30 | 31 | 32 | 33 | 34 | 35 | 36 | 37 | 38 |
| ---------------------- | -- | -- | -- | -- | -- | -- | -- | -- | -- | -- | -- | -- | -- | --- | -- | --- | --- | --- | --- | --- | --- | --- | -- | -- | -- | -- | -- | -- | -- | -- | -- | -- | -- | -- | -- | -- | -- | -- |
| París Saint-Germain    | 4  | 3  | 1  | 1  | 1  | 1  | 1  | 1  | 1  | 1  | 1  | 1  | 1  | 1   | 1  | 1   | 1   | 1   | 1   | 1   | 1   | 1   | 1  | 1  | 1  | 1  | 1  | 1  | 1  | 1  | 1  | 1  | 1  | 1  | 1  | 1  | 1  | 1  |
| Olympique de Marsella  | 3  | 6  | 9* | 5* | 3* | 2* | 2* | 3* | 5* | 3* | 4  | 3  | 4  | 5*  | 4* | 2*  | 3*  | 2*  | 3*  | 3*  | 3*  | 3*  | 2  | 2  | 2  | 2  | 3  | 2  | 2  | 2  | 2  | 2  | 2  | 2  | 2  | 2  | 3  | 2  |
| AS Mónaco              | 9  | 14 | 19 | 14 | 16 | 15 | 13 | 8  | 6  | 10 | 8  | 10 | 11 | 8   | 9  | 7   | 7   | 8   | 6   | 7   | 5   | 7   | 6  | 6  | 6  | 9  | 8  | 8  | 7  | 6  | 6  | 6  | 5  | 4  | 4  | 3  | 2  | 3  |
| Stade Rennes           | 12 | 12 | 5  | 8  | 11 | 14 | 12 | 13 | 11 | 7  | 5  | 5  | 5  | 3   | 2  | 3   | 2   | 3   | 4   | 4   | 4   | 5   | 5  | 5  | 5  | 4  | 4  | 4  | 3  | 3  | 3  | 3  | 3  | 3  | 3  | 5  | 4  | 4  |
| OGC Niza               | 15 | 4  | 6* | 4* | 4* | 5* | 7* | 4* | 3* | 4* | 3  | 2  | 3  | 2   | 3  | 4   | 4   | 4   | 2   | 2   | 2   | 2   | 3  | 3  | 3  | 3  | 2  | 3  | 4  | 5  | 5  | 4  | 6  | 5  | 5  | 4  | 6  | 5  |
| Racing Estrasburgo     | 20 | 20 | 20 | 13 | 15 | 12 | 9  | 12 | 12 | 8  | 12 | 7  | 8  | 7   | 8  | 6   | 6   | 7   | 10* | 8*  | 7*  | 4   | 4  | 4  | 4  | 5  | 5  | 5  | 5  | 4  | 4  | 5  | 4  | 6  | 6  | 6  | 5  | 6  |
| Racing Lens            | 11 | 9  | 4  | 6  | 5  | 3  | 4  | 2  | 2  | 2  | 2  | 4  | 2  | 4   | 5  | 5   | 5   | 6   | 9   | 6   | 6   | 8   | 9  | 8  | 10 | 6  | 10 | 9  | 8  | 10 | 8  | 7  | 7  | 7  | 8  | 7  | 7  | 7  |
| Olympique de Lyon      | 10 | 17 | 6  | 9  | 7  | 9  | 6  | 7  | 10 | 6  | 9  | 6  | 7  | 10* | 7* | 10* | 12* | 13* | 13* | 11* | 11* | 11* | 8  | 7  | 8  | 10 | 9  | 10 | 10 | 9  | 10 | 8  | 8  | 8  | 7  | 8  | 8  | 8  |
| Nantes                 | 7  | 5  | 8  | 12 | 14 | 10 | 8  | 10 | 9  | 9  | 7  | 9  | 10 | 11  | 10 | 13  | 13  | 10  | 7   | 9   | 9   | 9   | 10 | 9  | 7  | 7  | 6  | 7  | 9  | 8  | 9  | 10 | 10 | 10 | 9  | 9  | 9  | 9  |
| Lille OSC              | 6  | 18 | 17 | 10 | 12 | 16 | 14 | 9  | 8  | 11 | 10 | 12 | 12 | 12  | 13 | 12  | 11  | 11  | 8   | 10* | 10* | 10  | 11 | 10 | 11 | 8  | 7  | 6  | 6  | 7  | 7  | 9  | 9  | 9  | 10 | 10 | 10 | 10 |
| Stade Brest            | 8  | 11 | 14 | 18 | 18 | 18 | 18 | 19 | 19 | 19 | 18 | 18 | 17 | 13  | 12 | 11  | 10  | 12  | 12  | 13  | 13  | 13  | 13 | 13 | 12 | 12 | 12 | 13 | 13 | 12 | 12 | 12 | 12 | 11 | 11 | 11 | 11 | 11 |
| Stade de Reims         | 16 | 8  | 12 | 17 | 10 | 11 | 15 | 11 | 14 | 15 | 16 | 17 | 16 | 15  | 14 | 14  | 14  | 14  | 14  | 14  | 14  | 14  | 14 | 14 | 14 | 13 | 13 | 12 | 12 | 13 | 13 | 13 | 13 | 13 | 13 | 12 | 12 | 12 |
| Montpellier Hérault SC | 17 | 13 | 7  | 11 | 9  | 8  | 10 | 14 | 13 | 13 | 13 | 11 | 6  | 9   | 11 | 9   | 9   | 5   | 5   | 5*  | 8*  | 6   | 7  | 11 | 9  | 11 | 11 | 11 | 11 | 11 | 11 | 11 | 11 | 12 | 12 | 13 | 13 | 13 |
| Angers SCO             | 1  | 1  | 2  | 2  | 2  | 4  | 3  | 5  | 4  | 5  | 6  | 8  | 9  | 6   | 6  | 8   | 8   | 9   | 11  | 12* | 12* | 12* | 12 | 12 | 13 | 14 | 14 | 14 | 14 | 14 | 14 | 14 | 14 | 14 | 15 | 14 | 14 | 14 |
| ES Troyes              | 18 | 19 | 18 | 20 | 13 | 13 | 17 | 17 | 17 | 16 | 15 | 14 | 14 | 17  | 17 | 15  | 15  | 17  | 15  | 16* | 17* | 16  | 16 | 16 | 17 | 17 | 16 | 15 | 15 | 15 | 15 | 15 | 16 | 16 | 14 | 15 | 15 | 15 |
| FC Lorient             | 14 | 7  | 10 | 7  | 8  | 7  | 5  | 6  | 7  | 12 | 11 | 13 | 13 | 14  | 15 | 16  | 16  | 19  | 19  | 18* | 18* | 19  | 17 | 17 | 18 | 16 | 18 | 17 | 16 | 16 | 16 | 16 | 15 | 15 | 16 | 17 | 17 | 16 |
| Clermont Foot          | 2  | 2  | 3  | 3  | 6  | 6  | 11 | 15 | 15 | 14 | 14 | 15 | 15 | 18  | 18 | 17  | 18  | 16  | 16* | 15* | 16* | 15  | 15 | 15 | 15 | 15 | 15 | 16 | 17 | 17 | 17 | 18 | 17 | 17 | 17 | 16 | 16 | 17 |
| AS Saint-Étienne       | 13 | 10 | 11 | 16 | 19 | 19 | 19 | 20 | 20 | 20 | 20 | 20 | 19 | 19  | 20 | 20  | 20  | 20  | 20  | 20* | 20* | 20* | 20 | 18 | 16 | 19 | 17 | 18 | 18 | 18 | 18 | 17 | 18 | 18 | 18 | 18 | 19 | 18 |
| FC Metz                | 5  | 13 | 13 | 15 | 17 | 20 | 20 | 18 | 18 | 18 | 19 | 19 | 20 | 20  | 19 | 19  | 19  | 18  | 18  | 19  | 15  | 18  | 18 | 19 | 19 | 18 | 19 | 19 | 19 | 19 | 20 | 20 | 20 | 20 | 20 | 19 | 18 | 19 |
| Girondins de Burdeos   | 19 | 15 | 15 | 19 | 20 | 17 | 16 | 16 | 16 | 17 | 17 | 16 | 18 | 16  | 16 | 18  | 17  | 15  | 17  | 17  | 19  | 17  | 19 | 20 | 20 | 20 | 20 | 20 | 20 | 20 | 19 | 19 | 19 | 19 | 19 | 20 | 20 | 20 |

- *Un partido menos

## Resultados
Los horarios corresponden al huso horario de Francia (Hora central europea): UTC+1 en horario estándar y UTC+2 en horario de verano

### Primera vuelta
| Mónaco               | 1 - 1 | Nantes                | Stade Louis II          | 6 de agosto | 21:00 |
| Olympique de Lyon    | 1 - 1 | Stade Brestois        | Groupama Stadium        | 7 de agosto | 17:00 |
| Troyes               | 1 - 2 | París Saint-Germain   | Stade de l'Aube         | 7 de agosto | 21:00 |
| Stade Rennais        | 1 - 1 | Lens                  | Roazhon Park            | 8 de agosto | 13:00 |
| Girondins de Burdeos | 0 - 2 | Clermont Foot         | Stade Matmut Atlantique | 8 de agosto | 15:00 |
| Niza                 | 0 - 0 | Stade de Reims        | Allianz Riviera         | 8 de agosto | 15:00 |
| Saint-Étienne        | 1 - 1 | Lorient               | Stade Geoffroy-Guichard | 8 de agosto | 15:00 |
| Racing Estrasburgo   | 0 - 2 | Angers                | Stade de la Meinau      | 8 de agosto | 15:00 |
| Metz                 | 3 - 3 | Lille                 | Stade Saint-Symphorien  | 8 de agosto | 17:00 |
| Montpellier          | 2 - 3 | Olympique de Marsella | Stade de la Mosson      | 8 de agosto | 20:45 |

| Lorient               | 1 - 0 | Mónaco               | Stade du Moustoir      | 13 de agosto | 21:00 |
| Lille                 | 0 - 4 | Niza                 | Stade Pierre-Mauroy    | 14 de agosto | 17:00 |
| París Saint-Germain   | 4 - 2 | Racing Estrasburgo   | Parc des Princes       | 14 de agosto | 21:00 |
| Angers                | 3 - 0 | Olympique de Lyon    | Stade Raymond Kopa     | 15 de agosto | 13:00 |
| Stade Brestois        | 1 - 1 | Stade Rennais        | Stade Francis-Le Blé   | 15 de agosto | 15:00 |
| Clermont Foot         | 2 - 0 | Troyes               | Stade Gabriel Montpied | 15 de agosto | 15:00 |
| Nantes                | 2 - 0 | Metz                 | Stade de la Beaujoire  | 15 de agosto | 15:00 |
| Stade de Reims        | 3 - 3 | Montpellier          | Stade Auguste Delaune  | 15 de agosto | 15:00 |
| Lens                  | 2 - 2 | Saint-Étienne        | Stade Bollaert-Delelis | 15 de agosto | 17:00 |
| Olympique de Marsella | 2 - 2 | Girondins de Burdeos | Orange Vélodrome       | 15 de agosto | 20:45 |

| Stade Brestois       | 2 - 4 | París Saint-Germain   | Stade Francis-Le Blé    | 20 de agosto  | 21:00 |
| Mónaco               | 0 - 2 | Lens                  | Stade Louis II          | 21 de agosto  | 17:00 |
| Saint-Étienne        | 1 - 1 | Lille                 | Stade Geoffroy-Guichard | 21 de agosto  | 21:00 |
| Olympique de Lyon    | 3 - 3 | Clermont Foot         | Groupama Stadium        | 22 de agosto  | 13:00 |
| Girondins de Burdeos | 1 - 1 | Angers                | Stade Matmut Atlantique | 22 de agosto  | 15:00 |
| Metz                 | 1 - 1 | Stade de Reims        | Stade Saint-Symphorien  | 22 de agosto  | 15:00 |
| Montpellier          | 3 - 1 | Lorient               | Stade de la Mosson      | 22 de agosto  | 15:00 |
| Racing Estrasburgo   | 1 - 1 | Troyes                | Stade de la Meinau      | 22 de agosto  | 15:00 |
| Stade Rennais        | 1 - 0 | Nantes                | Roazhon Park            | 22 de agosto  | 17:00 |
| Niza                 | 1 - 1 | Olympique de Marsella | Stade de l'Aube         | 27 de octubre | 21:00 |

| Nantes                | 0 - 1 | Olympique de Lyon    | Stade de la Beaujoire  | 27 de agosto | 21:00 |
| Niza                  | 4 - 0 | Girondins de Burdeos | Allianz Riviera        | 28 de agosto | 17:00 |
| Olympique de Marsella | 3 - 1 | Saint-Étienne        | Orange Vélodrome       | 28 de agosto | 21:00 |
| Troyes                | 1 - 2 | Mónaco               | Stade de l'Aube        | 29 de agosto | 13:00 |
| Angers                | 2 - 0 | Stade Rennais        | Stade Raymond Kopa     | 29 de agosto | 15:00 |
| Clermont Foot         | 2 - 2 | Metz                 | Stade Gabriel Montpied | 29 de agosto | 15:00 |
| Lens                  | 2 - 2 | Lorient              | Stade Bollaert-Delelis | 29 de agosto | 15:00 |
| Racing Estrasburgo    | 3 - 1 | Stade Brestois       | Stade de la Meinau     | 29 de agosto | 15:00 |
| Lille                 | 2 - 1 | Montpellier          | Stade Pierre-Mauroy    | 29 de agosto | 17:00 |
| Stade de Reims        | 0 - 2 | París Saint-Germain  | Stade Auguste Delaune  | 29 de agosto | 20:45 |

| Lorient              | 2 - 1 | Lille                 | Stade du Moustoir       | 10 de septiembre | 21:00 |
| París Saint-Germain  | 4 - 0 | Clermont Foot         | Parc des Princes        | 11 de septiembre | 17:00 |
| Mónaco               | 0 - 2 | Olympique de Marsella | Stade Louis II          | 11 de septiembre | 21:00 |
| Montpellier          | 2 - 0 | Saint-Étienne         | Stade de la Mosson      | 12 de septiembre | 13:00 |
| Girondins de Burdeos | 2 - 3 | Lens                  | Stade Matmut Atlantique | 12 de septiembre | 15:00 |
| Stade Brestois       | 1 - 1 | Angers                | Stade Francis-Le Blé    | 12 de septiembre | 15:00 |
| Metz                 | 0 - 2 | Troyes                | Stade Saint-Symphorien  | 12 de septiembre | 15:00 |
| Stade Rennais        | 0 - 2 | Stade de Reims        | Roazhon Park            | 12 de septiembre | 15:00 |
| Nantes               | 0 - 2 | Niza                  | Stade de la Beaujoire   | 12 de septiembre | 17:00 |
| Olympique de Lyon    | 3 - 1 | Racing Estrasburgo    | Groupama Stadium        | 12 de septiembre | 20:45 |

| Racing Estrasburgo    | 3 - 0 | Metz                 | Stade de la Meinau      | 17 de septiembre | 21:00 |
| Lens                  | 1 - 0 | Lille                | Stade Bollaert-Delelis  | 18 de septiembre | 17:00 |
| Saint-Étienne         | 1 - 2 | Girondins de Burdeos | Stade Geoffroy-Guichard | 18 de septiembre | 21:00 |
| Niza                  | 2 - 2 | Mónaco               | Allianz Riviera         | 19 de septiembre | 13:00 |
| Angers                | 1 - 4 | Nantes               | Stade Raymond Kopa      | 19 de septiembre | 15:00 |
| Clermont Foot         | 1 - 1 | Stade Brestois       | Stade Gabriel Montpied  | 19 de septiembre | 15:00 |
| Stade de Reims        | 0 - 0 | Lorient              | Stade Auguste Delaune   | 19 de septiembre | 15:00 |
| Troyes                | 1 - 1 | Montpellier          | Stade de l'Aube         | 19 de septiembre | 15:00 |
| Olympique de Marsella | 2 - 0 | Stade Rennais        | Orange Vélodrome        | 19 de septiembre | 17:00 |
| París Saint-Germain   | 2 - 1 | Olympique de Lyon    | Parc des Princes        | 19 de septiembre | 20:45 |

| Lille             | 2 - 1 | Stade de Reims        | Stade Pierre-Mauroy    | 22 de septiembre | 19:00 |
| Mónaco            | 3 - 1 | Saint-Étienne         | Stade Louis II         | 22 de septiembre | 19:00 |
| Montpellier       | 3 - 3 | Girondins de Burdeos  | Stade de la Mosson     | 22 de septiembre | 19:00 |
| Nantes            | 3 - 1 | Stade Brestois        | Stade de la Beaujoire  | 22 de septiembre | 19:00 |
| Stade Rennais     | 6 - 0 | Clermont Foot         | Roazhon Park           | 22 de septiembre | 19:00 |
| Angers            | 0 - 0 | Olympique de Marsella | Stade Raymond Kopa     | 22 de septiembre | 21:00 |
| Lens              | 0 - 1 | Racing Estrasburgo    | Stade Bollaert-Delelis | 22 de septiembre | 21:00 |
| Lorient           | 1 - 0 | Niza                  | Stade du Moustoir      | 22 de septiembre | 21:00 |
| Olympique de Lyon | 3 - 1 | Troyes                | Groupama Stadium       | 22 de septiembre | 21:00 |
| Metz              | 1 - 2 | París Saint-Germain   | Stade Saint-Symphorien | 22 de septiembre | 21:00 |

| Saint-Étienne         | 0 - 3 | Niza          | Stade Geoffroy-Guichard | 25 de septiembre | 17:00 |
| Racing Estrasburgo    | 1 - 2 | Lille         | Stade de la Meinau      | 25 de septiembre | 19:00 |
| Olympique de Lyon     | 1 - 1 | Lorient       | Groupama Stadium        | 25 de septiembre | 21:00 |
| París Saint-Germain   | 2 - 0 | Montpellier   | Parc des Princes        | 25 de septiembre | 21:00 |
| Girondins de Burdeos  | 1 - 1 | Stade Rennais | Stade Matmut Atlantique | 26 de septiembre | 13:00 |
| Stade Brestois        | 1 - 2 | Metz          | Stade Francis-Le Blé    | 26 de septiembre | 15:00 |
| Stade de Reims        | 3 - 1 | Nantes        | Stade Auguste Delaune   | 26 de septiembre | 15:00 |
| Troyes                | 1 - 1 | Angers        | Stade de l'Aube         | 26 de septiembre | 15:00 |
| Clermont Foot         | 1 - 3 | Mónaco        | Stade Gabriel Montpied  | 26 de septiembre | 17:00 |
| Olympique de Marsella | 2 - 3 | Lens          | Orange Vélodrome        | 26 de septiembre | 20:45 |

| Lens          | 2 - 0 | Stade de Reims        | Stade Bollaert-Delelis  | 1 de octubre | 21:00 |
| Montpellier   | 1 - 1 | Racing Estrasburgo    | Stade de la Mosson      | 2 de octubre | 17:00 |
| Niza          | 2 - 1 | Stade Brestois        | Allianz Riviera         | 2 de octubre | 21:00 |
| Stade Rennais | 2 - 0 | París Saint-Germain   | Roazhon Park            | 3 de octubre | 13:00 |
| Angers        | 3 - 2 | Metz                  | Stade Raymond Kopa      | 3 de octubre | 15:00 |
| Lorient       | 1 - 1 | Clermont Foot         | Stade du Moustoir       | 3 de octubre | 15:00 |
| Mónaco        | 3 - 0 | Girondins de Burdeos  | Stade Louis II          | 3 de octubre | 15:00 |
| Nantes        | 2 - 0 | Troyes                | Stade de la Beaujoire   | 3 de octubre | 15:00 |
| Lille         | 2 - 0 | Olympique de Marsella | Stade Pierre-Mauroy     | 3 de octubre | 17:00 |
| Saint-Étienne | 1 - 1 | Olympique de Lyon     | Stade Geoffroy-Guichard | 3 de octubre | 20:45 |

| París Saint-Germain   | 2 - 1 | Angers         | Parc des Princes        | 15 de octubre | 21:00 |
| Clermont Foot         | 1 - 0 | Lille          | Stade Gabriel Montpied  | 16 de octubre | 17:00 |
| Olympique de Lyon     | 2 - 0 | Mónaco         | Groupama Stadium        | 16 de octubre | 21:00 |
| Troyes                | 1 - 0 | Niza           | Stade de l'Aube         | 17 de octubre | 13:00 |
| Girondins de Burdeos  | 1 - 1 | Nantes         | Stade Matmut Atlantique | 17 de octubre | 15:00 |
| Stade Brestois        | 1 - 1 | Stade de Reims | Stade Francis-Le Blé    | 17 de octubre | 15:00 |
| Metz                  | 0 - 3 | Stade Rennais  | Stade Saint-Symphorien  | 17 de octubre | 15:00 |
| Racing Estrasburgo    | 5 - 1 | Saint-Étienne  | Stade de la Meinau      | 17 de octubre | 15:00 |
| Montpellier           | 1 - 0 | Lens           | Stade de la Mosson      | 17 de octubre | 17:00 |
| Olympique de Marsella | 4 - 1 | Lorient        | Orange Vélodrome        | 17 de octubre | 20:45 |

| Saint-Étienne         | 2 - 2 | Angers               | Stade Geoffroy-Guichard | 22 de octubre | 21:00 |
| Nantes                | 2 - 1 | Clermont Foot        | Stade de la Beaujoire   | 23 de octubre | 17:00 |
| Lille                 | 1 - 1 | Stade Brestois       | Stade Pierre-Mauroy     | 23 de octubre | 21:00 |
| Niza                  | 3 - 2 | Olympique de Lyon    | Allianz Riviera         | 24 de octubre | 13:00 |
| Lens                  | 4 - 1 | Metz                 | Stade Bollaert-Delelis  | 24 de octubre | 15:00 |
| Lorient               | 1 - 1 | Girondins de Burdeos | Stade du Moustoir       | 24 de octubre | 15:00 |
| Stade de Reims        | 1 - 2 | Troyes               | Stade Auguste Delaune   | 24 de octubre | 15:00 |
| Stade Rennais         | 1 - 0 | Racing Estrasburgo   | Roazhon Park            | 24 de octubre | 15:00 |
| Mónaco                | 3 - 1 | Montpellier          | Stade Louis II          | 24 de octubre | 17:00 |
| Olympique de Marsella | 0 - 0 | París Saint-Germain  | Orange Vélodrome        | 24 de octubre | 20:45 |

| París Saint-Germain  | 2 - 1 | Lille                 | Parc des Princes        | 29 de octubre | 21:00 |
| Metz                 | 1 - 1 | Saint-Étienne         | Stade Saint-Symphorien  | 30 de octubre | 17:00 |
| Olympique de Lyon    | 2 - 1 | Lens                  | Groupama Stadium        | 30 de octubre | 21:00 |
| Angers               | 1 - 2 | Niza                  | Stade Raymond Kopa      | 31 de octubre | 13:00 |
| Girondins de Burdeos | 3 - 2 | Stade de Reims        | Stade Matmut Atlantique | 31 de octubre | 15:00 |
| Montpellier          | 2 - 0 | Nantes                | Stade de la Mosson      | 31 de octubre | 15:00 |
| Racing Estrasburgo   | 4 - 0 | Lorient               | Stade de la Meinau      | 31 de octubre | 15:00 |
| Troyes               | 2 - 2 | Stade Rennais         | Stade de l'Aube         | 31 de octubre | 15:00 |
| Stade Brestois       | 2 - 0 | Mónaco                | Stade Francis-Le Blé    | 31 de octubre | 17:00 |
| Clermont Foot        | 0 - 1 | Olympique de Marsella | Stade Gabriel Montpied  | 31 de octubre | 20:45 |

| Lens                  | 4 - 0 | Troyes              | Stade Bollaert-Delelis  | 5 de noviembre | 21:00 |
| Lille                 | 1 - 1 | Angers              | Stade Pierre-Mauroy     | 6 de noviembre | 17:00 |
| Girondins de Burdeos  | 2 - 3 | París Saint-Germain | Stade Matmut Atlantique | 6 de noviembre | 21:00 |
| Olympique de Marsella | 0 - 0 | Metz                | Orange Vélodrome        | 7 de noviembre | 13:00 |
| Lorient               | 1 - 2 | Stade Brestois      | Stade du Moustoir       | 7 de noviembre | 15:00 |
| Nantes                | 2 - 2 | Racing Estrasburgo  | Stade de la Beaujoire   | 7 de noviembre | 15:00 |
| Stade de Reims        | 0 - 0 | Mónaco              | Stade Auguste Delaune   | 7 de noviembre | 15:00 |
| Saint-Étienne         | 3 - 2 | Clermont Foot       | Stade Geoffroy-Guichard | 7 de noviembre | 15:00 |
| Niza                  | 0 - 1 | Montpellier         | Allianz Riviera         | 7 de noviembre | 17:00 |
| Stade Rennais         | 4 - 1 | Olympique de Lyon   | Roazhon Park            | 7 de noviembre | 20:45 |

| Mónaco              | 2 - 2 | Lille                 | Stade Louis II         | 19 de noviembre | 21:00 |
| París Saint-Germain | 3 - 1 | Nantes                | Parc des Princes       | 20 de noviembre | 17:00 |
| Stade Rennais       | 2 - 0 | Montpellier           | Roazhon Park           | 20 de noviembre | 21:00 |
| Stade Brestois      | 4 - 0 | Lens                  | Stade Francis-Le Blé   | 21 de noviembre | 13:00 |
| Angers              | 1 - 0 | Lorient               | Stade Raymond Kopa     | 21 de noviembre | 15:00 |
| Metz                | 3 - 3 | Girondins de Burdeos  | Stade Saint-Symphorien | 21 de noviembre | 15:00 |
| Racing Estrasburgo  | 1 - 1 | Stade de Reims        | Stade de la Meinau     | 21 de noviembre | 15:00 |
| Troyes              | 0 - 1 | Saint-Étienne         | Stade de l'Aube        | 21 de noviembre | 15:00 |
| Clermont Foot       | 1 - 2 | Niza                  | Stade Gabriel Montpied | 21 de noviembre | 17:00 |
| Olympique de Lyon   | 2 - 1 | Olympique de Marsella | Groupama Stadium       | 1 de febrero    | 21:00 |

| Lens                  | 2 - 2 | Angers              | Stade Bollaert-Delelis  | 26 de noviembre | 21:00 |
| Lille                 | 1 - 1 | Nantes              | Stade Pierre-Mauroy     | 27 de noviembre | 17:00 |
| Niza                  | 0 - 1 | Metz                | Allianz Riviera         | 27 de noviembre | 21:00 |
| Saint-Étienne         | 1 - 3 | París Saint-Germain | Stade Geoffroy-Guichard | 28 de noviembre | 13:00 |
| Girondins de Burdeos  | 1 - 2 | Stade Brestois      | Stade Matmut Atlantique | 28 de noviembre | 15:00 |
| Lorient               | 0 - 2 | Stade Rennais       | Stade du Moustoir       | 28 de noviembre | 15:00 |
| Mónaco                | 1 - 1 | Racing Estrasburgo  | Stade Louis II          | 28 de noviembre | 15:00 |
| Stade de Reims        | 1 - 0 | Clermont Foot       | Stade Auguste Delaune   | 28 de noviembre | 15:00 |
| Montpellier           | 0 - 1 | Olympique de Lyon   | Stade de la Mosson      | 28 de noviembre | 17:00 |
| Olympique de Marsella | 1 - 0 | Troyes              | Orange Vélodrome        | 28 de noviembre | 20:45 |

| Angers              | 1 - 3 | Mónaco                | Stade Raymond Kopa     | 1 de diciembre | 19:00 |
| Stade Brestois      | 1 - 0 | Saint-Étienne         | Stade Francis-Le Blé   | 1 de diciembre | 19:00 |
| Metz                | 1 - 3 | Montpellier           | Stade Saint-Symphorien | 1 de diciembre | 19:00 |
| Racing Estrasburgo  | 5 - 2 | Girondins de Burdeos  | Stade de la Meinau     | 1 de diciembre | 19:00 |
| Troyes              | 2 - 0 | Lorient               | Stade de l'Aube        | 1 de diciembre | 19:00 |
| Clermont Foot       | 2 - 2 | Lens                  | Stade Gabriel Montpied | 1 de diciembre | 21:00 |
| Olympique de Lyon   | 1 - 2 | Stade de Reims        | Groupama Stadium       | 1 de diciembre | 21:00 |
| Nantes              | 0 - 1 | Olympique de Marsella | Stade de la Beaujoire  | 1 de diciembre | 21:00 |
| Stade Rennais       | 1 - 2 | Lille                 | Roazhon Park           | 1 de diciembre | 21:00 |
| París Saint-Germain | 0 - 0 | Niza                  | Parc des Princes       | 1 de diciembre | 21:05 |

| Olympique de Marsella | 1 - 2 | Stade Brestois      | Orange Vélodrome        | 4 de diciembre | 17:00 |
| Lille                 | 2 - 1 | Troyes              | Stade Pierre-Mauroy     | 4 de diciembre | 19:00 |
| Lens                  | 1 - 1 | París Saint-Germain | Stade Bollaert-Delelis  | 4 de diciembre | 21:00 |
| Saint-Étienne         | 0 - 5 | Stade Rennais       | Stade Geoffroy-Guichard | 5 de diciembre | 13:00 |
| Lorient               | 0 - 1 | Nantes              | Stade du Moustoir       | 5 de diciembre | 15:00 |
| Mónaco                | 4 - 0 | Metz                | Stade Louis II          | 5 de diciembre | 15:00 |
| Montpellier           | 1 - 0 | Clermont Foot       | Stade de la Mosson      | 5 de diciembre | 15:00 |
| Stade de Reims        | 1 - 2 | Angers              | Stade Auguste Delaune   | 5 de diciembre | 15:00 |
| Niza                  | 0 - 3 | Racing Estrasburgo  | Allianz Riviera         | 5 de diciembre | 17:00 |
| Girondins de Burdeos  | 2 - 2 | Olympique de Lyon   | Stade Matmut Atlantique | 5 de diciembre | 20:45 |

| Nantes              | 3 - 2 | Lens                  | Stade de la Beaujoire  | 10 de diciembre | 21:00 |
| Stade Brestois      | 0 - 4 | Montpellier           | Stade Francis-Le Blé   | 11 de diciembre | 17:00 |
| Stade de Reims      | 2 - 0 | Saint-Étienne         | Stade Auguste Delaune  | 11 de diciembre | 21:00 |
| Lille               | 0 - 0 | Olympique de Lyon     | Stade Pierre-Mauroy    | 12 de diciembre | 13:00 |
| Angers              | 0 - 1 | Clermont Foot         | Stade Raymond Kopa     | 12 de diciembre | 15:00 |
| Metz                | 4 - 1 | Lorient               | Stade Saint-Symphorien | 12 de diciembre | 15:00 |
| Stade Rennais       | 1 - 2 | Niza                  | Roazhon Park           | 12 de diciembre | 15:00 |
| Troyes              | 1 - 2 | Girondins de Burdeos  | Stade de l'Aube        | 12 de diciembre | 15:00 |
| Racing Estrasburgo  | 0 - 2 | Olympique de Marsella | Stade de la Meinau     | 12 de diciembre | 17:00 |
| París Saint-Germain | 2 - 0 | Mónaco                | Parc des Princes       | 12 de diciembre | 20:45 |

| Girondins de Burdeos  | 2 - 3 | Lille               | Stade Matmut Atlantique | 22 de diciembre | 21:00 |
| Lorient               | 1 - 1 | París Saint-Germain | Stade du Moustoir       | 22 de diciembre | 21:00 |
| Olympique de Lyon     | 1 - 1 | Metz                | Groupama Stadium        | 22 de diciembre | 21:00 |
| Olympique de Marsella | 1 - 1 | Stade de Reims      | Orange Vélodrome        | 22 de diciembre | 21:00 |
| Mónaco                | 2 - 1 | Stade Rennais       | Stade Louis II          | 22 de diciembre | 21:00 |
| Montpellier           | 4 - 1 | Angers              | Stade de la Mosson      | 22 de diciembre | 21:00 |
| Niza                  | 2 - 1 | Lens                | Allianz Riviera         | 22 de diciembre | 21:00 |
| Saint-Étienne         | 0 - 1 | Nantes              | Stade Geoffroy-Guichard | 22 de diciembre | 21:00 |
| Troyes                | 1 - 1 | Stade Brestois      | Stade de l'Aube         | 22 de diciembre | 21:00 |
| Clermont Foot         | 0 - 2 | Racing Estrasburgo  | Stade Gabriel Montpied  | 19 de enero     | 19:00 |

### Segunda vuelta
| Girondins de Burdeos | 0 - 1 | Olympique de Marsella | Stade Matmut Atlantique | 7 de enero  | 21:00 |
| Lens                 | 1 - 0 | Stade Rennais         | Stade Bollaert-Delelis  | 8 de enero  | 21:00 |
| Stade Brestois       | 0 - 3 | Niza                  | Stade Francis-Le Blé    | 9 de enero  | 13:00 |
| Clermont Foot        | 0 - 0 | Stade de Reims        | Stade Gabriel Montpied  | 9 de enero  | 15:00 |
| Metz                 | 0 - 2 | Racing Estrasburgo    | Stade Saint-Symphorien  | 9 de enero  | 15:00 |
| Nantes               | 0 - 0 | Mónaco                | Stade de la Beaujoire   | 9 de enero  | 17:05 |
| Olympique de Lyon    | 1 - 1 | París Saint-Germain   | Groupama Stadium        | 9 de enero  | 20:45 |
| Lille                | 3 - 1 | Lorient               | Stade Pierre-Mauroy     | 19 de enero | 19:00 |
| Montpellier          | 0 - 1 | Troyes                | Stade de la Mosson      | 19 de enero | 19:00 |
| Angers               | 0 - 1 | Saint-Étienne         | Stade Raymond Kopa      | 26 de enero | 19:00 |

| Niza                  | 2 - 1 | Nantes               | Allianz Riviera         | 14 de enero | 21:00 |
| Saint-Étienne         | 1 - 2 | Lens                 | Stade Geoffroy-Guichard | 15 de enero | 17:00 |
| París Saint-Germain   | 2 - 0 | Stade Brestois       | Parc des Princes        | 15 de enero | 21:00 |
| Stade Rennais         | 6 - 0 | Girondins de Burdeos | Roazhon Park            | 16 de enero | 13:00 |
| Lorient               | 0 - 0 | Angers               | Stade du Moustoir       | 16 de enero | 15:00 |
| Mónaco                | 4 - 0 | Clermont Foot        | Stade Louis II          | 16 de enero | 15:00 |
| Stade de Reims        | 0 - 1 | Metz                 | Stade Auguste Delaune   | 16 de enero | 15:00 |
| Racing Estrasburgo    | 3 - 1 | Montpellier          | Stade de la Meinau      | 16 de enero | 15:00 |
| Troyes                | 0 - 1 | Olympique de Lyon    | Stade de l'Aube         | 16 de enero | 17:05 |
| Olympique de Marsella | 1 - 1 | Lille                | Orange Vélodrome        | 16 de enero | 20:45 |

| Olympique de Lyon    | 1 - 0 | Saint-Étienne         | Groupama Stadium        | 21 de enero | 21:00 |
| Stade Brestois       | 2 - 0 | Lille                 | Stade Francis-Le Blé    | 22 de enero | 17:00 |
| Lens                 | 0 - 2 | Olympique de Marsella | Stade Bollaert-Delelis  | 22 de enero | 21:00 |
| Metz                 | 0 - 2 | Niza                  | Stade Saint-Symphorien  | 23 de enero | 13:00 |
| Angers               | 2 - 1 | Troyes                | Stade Raymond Kopa      | 23 de enero | 15:00 |
| Girondins de Burdeos | 4 - 3 | Racing Estrasburgo    | Stade Matmut Atlantique | 23 de enero | 15:00 |
| Clermont Foot        | 2 - 1 | Stade Rennais         | Stade Gabriel Montpied  | 23 de enero | 15:00 |
| Nantes               | 4 - 2 | Lorient               | Stade de la Beaujoire   | 23 de enero | 15:00 |
| Montpellier          | 3 - 2 | Mónaco                | Stade de la Mosson      | 23 de enero | 17:05 |
| París Saint-Germain  | 4 - 0 | Stade de Reims        | Parc des Princes        | 23 de enero | 20:45 |

| Olympique de Marsella | 5 - 2 | Angers               | Orange Vélodrome        | 4 de febrero | 21:00 |
| Saint-Étienne         | 3 - 1 | Montpellier          | Stade Geoffroy-Guichard | 5 de febrero | 17:00 |
| Mónaco                | 2 - 0 | Olympique de Lyon    | Stade Louis II          | 5 de febrero | 21:00 |
| Lorient               | 2 - 0 | Lens                 | Stade du Moustoir       | 6 de febrero | 13:00 |
| Niza                  | 0 - 1 | Clermont Foot        | Allianz Riviera         | 6 de febrero | 15:00 |
| Stade de Reims        | 5 - 0 | Girondins de Burdeos | Stade Auguste Delaune   | 6 de febrero | 15:00 |
| Racing Estrasburgo    | 1 - 0 | Nantes               | Stade de la Meinau      | 6 de febrero | 15:00 |
| Troyes                | 0 - 0 | Metz                 | Stade de l'Aube         | 6 de febrero | 15:00 |
| Stade Rennais         | 2 - 0 | Stade Brestois       | Roazhon Park            | 6 de febrero | 17:00 |
| Lille                 | 1 - 5 | París Saint-Germain  | Stade Pierre-Mauroy     | 6 de febrero | 20:45 |

| París Saint-Germain | 1 - 0 | Stade Rennais         | Parc des Princes       | 11 de febrero | 21:00 |
| Montpellier         | 0 - 1 | Lille                 | Stade de la Mosson     | 12 de febrero | 17:00 |
| Olympique de Lyon   | 2 - 0 | Niza                  | Groupama Stadium       | 12 de febrero | 21:00 |
| Mónaco              | 0 - 0 | Lorient               | Stade Louis II         | 13 de febrero | 13:00 |
| Angers              | 0 - 1 | Racing Estrasburgo    | Stade Raymond Kopa     | 13 de febrero | 15:00 |
| Stade Brestois      | 5 - 1 | Troyes                | Stade Francis-Le Blé   | 13 de febrero | 15:00 |
| Clermont Foot       | 1 - 2 | Saint-Étienne         | Stade Gabriel Montpied | 13 de febrero | 15:00 |
| Nantes              | 1 - 0 | Stade de Reims        | Stade de la Beaujoire  | 13 de febrero | 15:00 |
| Lens                | 3 - 2 | Girondins de Burdeos  | Stade Bollaert-Delelis | 13 de febrero | 17:05 |
| Metz                | 1 - 2 | Olympique de Marsella | Stade Saint-Symphorien | 13 de febrero | 20:45 |

| Lille                 | 0 - 0 | Metz                | Stade Pierre-Mauroy     | 18 de febrero | 21:00 |
| Lens                  | 1 - 1 | Olympique de Lyon   | Stade Bollaert-Delelis  | 19 de febrero | 17:00 |
| Nantes                | 3 - 1 | París Saint-Germain | Stade de la Beaujoire   | 19 de febrero | 21:00 |
| Niza                  | 1 - 0 | Angers              | Allianz Riviera         | 20 de febrero | 13:00 |
| Lorient               | 0 - 1 | Montpellier         | Stade du Moustoir       | 20 de febrero | 15:00 |
| Stade de Reims        | 1 - 1 | Stade Brestois      | Stade Auguste Delaune   | 20 de febrero | 15:00 |
| Stade Rennais         | 4 - 1 | Troyes              | Roazhon Park            | 20 de febrero | 15:00 |
| Saint-Étienne         | 2 - 2 | Racing Estrasburgo  | Stade Geoffroy-Guichard | 20 de febrero | 15:00 |
| Girondins de Burdeos  | 1 - 1 | Mónaco              | Stade Matmut Atlantique | 20 de febrero | 17:05 |
| Olympique de Marsella | 0 - 2 | Clermont Foot       | Orange Vélodrome        | 20 de febrero | 20:45 |

| Montpellier         | 2 - 4 | Stade Rennais         | Stade de la Mosson     | 25 de febrero | 21:00 |
| Racing Estrasburgo  | 0 - 0 | Niza                  | Stade de la Meinau     | 26 de febrero | 17:00 |
| París Saint-Germain | 3 - 1 | Saint-Étienne         | Parc des Princes       | 26 de febrero | 21:00 |
| Mónaco              | 1 - 2 | Stade de Reims        | Stade Louis II         | 27 de febrero | 13:00 |
| Angers              | 1 - 2 | Lens                  | Stade Raymond Kopa     | 27 de febrero | 15:00 |
| Stade Brestois      | 0 - 1 | Lorient               | Stade Francis-Le Blé   | 27 de febrero | 15:00 |
| Clermont Foot       | 1 - 1 | Girondins de Burdeos  | Stade Gabriel Montpied | 27 de febrero | 15:00 |
| Metz                | 0 - 0 | Nantes                | Stade Saint-Symphorien | 27 de febrero | 15:00 |
| Troyes              | 1 - 1 | Olympique de Marsella | Stade de l'Aube        | 27 de febrero | 17:05 |
| Olympique de Lyon   | 0 - 1 | Lille                 | Groupama Stadium       | 27 de febrero | 20:45 |

| Lorient               | 1 - 4 | Olympique de Lyon   | Stade du Moustoir       | 4 de marzo | 21:00 |
| Lens                  | 0 - 1 | Stade Brestois      | Stade Bollaert-Delelis  | 5 de marzo | 17:00 |
| Niza                  | 1 - 0 | París Saint-Germain | Allianz Riviera         | 5 de marzo | 21:00 |
| Saint-Étienne         | 1 - 0 | Metz                | Stade Geoffroy-Guichard | 6 de marzo | 13:00 |
| Girondins de Burdeos  | 0 - 2 | Troyes              | Stade Matmut Atlantique | 6 de marzo | 15:00 |
| Nantes                | 2 - 0 | Montpellier         | Stade de la Beaujoire   | 6 de marzo | 15:00 |
| Stade de Reims        | 1 - 1 | Racing Estrasburgo  | Stade Auguste Delaune   | 6 de marzo | 15:00 |
| Stade Rennais         | 2 - 0 | Angers              | Roazhon Park            | 6 de marzo | 15:00 |
| Lille                 | 4 - 0 | Clermont Foot       | Stade Pierre-Mauroy     | 6 de marzo | 17:05 |
| Olympique de Marsella | 0 - 1 | Mónaco              | Orange Vélodrome        | 6 de marzo | 20:45 |

| Lille               | 0 - 0 | Saint-Étienne         | Stade Pierre-Mauroy    | 11 de marzo | 21:00 |
| Montpellier         | 0 - 0 | Niza                  | Stade de la Mosson     | 12 de marzo | 17:00 |
| Troyes              | 1 - 0 | Nantes                | Stade de l'Aube        | 12 de marzo | 21:00 |
| París Saint-Germain | 3 - 0 | Girondins de Burdeos  | Parc des Princes       | 13 de marzo | 13:00 |
| Angers              | 0 - 1 | Stade de Reims        | Stade Raymond Kopa     | 13 de marzo | 15:00 |
| Clermont Foot       | 0 - 2 | Lorient               | Stade Gabriel Montpied | 13 de marzo | 15:00 |
| Metz                | 0 - 0 | Lens                  | Stade Saint-Symphorien | 13 de marzo | 15:00 |
| Racing Estrasburgo  | 1 - 0 | Mónaco                | Stade de la Meinau     | 13 de marzo | 15:00 |
| Olympique de Lyon   | 2 - 4 | Stade Rennais         | Groupama Stadium       | 13 de marzo | 17:05 |
| Stade Brestois      | 1 - 4 | Olympique de Marsella | Stade Francis-Le Blé   | 13 de marzo | 20:45 |

| Saint-Étienne         | 1 - 1 | Troyes              | Stade Geoffroy-Guichard | 18 de marzo | 21:00 |
| Lens                  | 3 - 1 | Clermont Foot       | Stade Bollaert-Delelis  | 19 de marzo | 17:00 |
| Nantes                | 0 - 1 | Lille               | Stade de la Beaujoire   | 19 de marzo | 21:00 |
| Mónaco                | 3 - 0 | París Saint-Germain | Stade Louis II          | 20 de marzo | 13:00 |
| Angers                | 1 - 0 | Stade Brestois      | Stade Raymond Kopa      | 20 de marzo | 15:00 |
| Girondins de Burdeos  | 0 - 2 | Montpellier         | Stade Matmut Atlantique | 20 de marzo | 15:00 |
| Lorient               | 0 - 0 | Racing Estrasburgo  | Stade du Moustoir       | 20 de marzo | 15:00 |
| Stade Rennais         | 6 - 1 | Metz                | Roazhon Park            | 20 de marzo | 15:00 |
| Stade de Reims        | 0 - 0 | Olympique de Lyon   | Stade Auguste Delaune   | 20 de marzo | 17:05 |
| Olympique de Marsella | 2 - 1 | Niza                | Orange Vélodrome        | 20 de marzo | 20:45 |

| Niza                | 1 - 1 | Stade Rennais         | Allianz Riviera         | 2 de abril | 17:00 |
| Lille               | 0 - 0 | Girondins de Burdeos  | Stade Pierre-Mauroy     | 2 de abril | 19:00 |
| Racing Estrasburgo  | 1 - 0 | Lens                  | Stade de la Meinau      | 3 de abril | 13:00 |
| Clermont Foot       | 2 - 3 | Nantes                | Stade Gabriel Montpied  | 3 de abril | 15:00 |
| Metz                | 1 - 2 | Mónaco                | Stade Saint-Symphorien  | 3 de abril | 15:00 |
| Montpellier         | 1 - 2 | Stade Brestois        | Stade de la Mosson      | 3 de abril | 15:00 |
| Saint-Étienne       | 2 - 4 | Olympique de Marsella | Stade Geoffroy-Guichard | 3 de abril | 15:00 |
| Troyes              | 1 - 0 | Stade de Reims        | Stade de l'Aube         | 3 de abril | 15:00 |
| Olympique de Lyon   | 3 - 2 | Angers                | Groupama Stadium        | 3 de abril | 17:05 |
| París Saint-Germain | 5 - 1 | Lorient               | Parc des Princes        | 3 de abril | 20:45 |

| Lorient               | 6 - 2 | Saint-Étienne       | Stade du Moustoir       | 8 de abril  | 21:00 |
| Stade de Reims        | 2 - 3 | Stade Rennais       | Stade Auguste Delaune   | 9 de abril  | 17:00 |
| Clermont Foot         | 1 - 6 | París Saint-Germain | Stade Gabriel Montpied  | 9 de abril  | 21:00 |
| Girondins de Burdeos  | 3 - 1 | Metz                | Stade Matmut Atlantique | 10 de abril | 13:00 |
| Angers                | 1 - 1 | Lille               | Stade Raymond Kopa      | 10 de abril | 15:00 |
| Stade Brestois        | 1 - 1 | Nantes              | Stade Francis-Le Blé    | 10 de abril | 15:00 |
| Mónaco                | 2 - 1 | Troyes              | Stade Louis II          | 10 de abril | 15:00 |
| Lens                  | 3 - 0 | Niza                | Stade Bollaert-Delelis  | 10 de abril | 17:05 |
| Racing Estrasburgo    | 1 - 1 | Olympique de Lyon   | Stade de la Meinau      | 10 de abril | 19:00 |
| Olympique de Marsella | 2 - 0 | Montpellier         | Orange Vélodrome        | 10 de abril | 21:00 |

| Stade Rennais       | 2 - 3 | Mónaco                | Roazhon Park            | 15 de abril | 21:00 |
| Saint-Étienne       | 2 - 1 | Stade Brestois        | Stade Geoffroy-Guichard | 16 de abril | 17:00 |
| Lille               | 1 - 2 | Lens                  | Stade Pierre-Mauroy     | 16 de abril | 21:00 |
| Niza                | 2 - 1 | Lorient               | Allianz Riviera         | 17 de abril | 13:00 |
| Metz                | 1 - 1 | Clermont Foot         | Stade Saint-Symphorien  | 17 de abril | 15:00 |
| Montpellier         | 0 - 0 | Stade de Reims        | Stade de la Mosson      | 17 de abril | 15:00 |
| Nantes              | 1 - 1 | Angers                | Stade de la Beaujoire   | 17 de abril | 15:00 |
| Troyes              | 1 - 1 | Racing Estrasburgo    | Stade de l'Aube         | 17 de abril | 15:00 |
| Olympique de Lyon   | 6 - 1 | Girondins de Burdeos  | Groupama Stadium        | 17 de abril | 17:05 |
| París Saint-Germain | 2 - 1 | Olympique de Marsella | Parc des Princes        | 17 de abril | 20:45 |

| Girondins de Burdeos  | 2 - 2 | Saint-Étienne       | Stade Matmut Atlantique | 20 de abril | 19:00 |
| Lorient               | 1 - 0 | Metz                | Stade du Moustoir       | 20 de abril | 19:00 |
| Mónaco                | 1 - 0 | Niza                | Stade Louis II          | 20 de abril | 19:00 |
| Stade de Reims        | 2 - 1 | Lille               | Stade Auguste Delaune   | 20 de abril | 19:00 |
| Troyes                | 0 - 1 | Clermont Foot       | Stade de l'Aube         | 20 de abril | 19:00 |
| Angers                | 0 - 3 | París Saint-Germain | Stade Raymond Kopa      | 20 de abril | 21:00 |
| Stade Brestois        | 2 - 1 | Olympique de Lyon   | Stade Francis-Le Blé    | 20 de abril | 21:00 |
| Lens                  | 2 - 0 | Montpellier         | Stade Bollaert-Delelis  | 20 de abril | 21:00 |
| Olympique de Marsella | 3 - 2 | Nantes              | Orange Vélodrome        | 20 de abril | 21:00 |
| Racing Estrasburgo    | 2 - 1 | Stade Rennais       | Stade de la Meinau      | 20 de abril | 21:00 |

| Olympique de Lyon       | 5 - 2 | Montpellier           | Groupama Stadium        | 23 de abril | 17:00 |
| Saint-Étienne           | 1 - 4 | Mónaco                | Stade Geoffroy-Guichard | 23 de abril | 19:00 |
| París Saint-Germain (C) | 1 - 1 | Lens                  | Parc des Princes        | 23 de abril | 21:00 |
| Stade Rennais           | 5 - 0 | Lorient               | Roazhon Park            | 24 de abril | 13:00 |
| Clermont Foot           | 2 - 2 | Angers                | Stade Gabriel Montpied  | 24 de abril | 15:00 |
| Metz                    | 0 - 1 | Stade Brestois        | Stade Saint-Symphorien  | 24 de abril | 15:00 |
| Nantes                  | 5 - 3 | Girondins de Burdeos  | Stade de la Beaujoire   | 24 de abril | 15:00 |
| Niza                    | 1 - 0 | Troyes                | Allianz Riviera         | 24 de abril | 15:00 |
| Lille                   | 1 - 0 | Racing Estrasburgo    | Stade Pierre-Mauroy     | 24 de abril | 17:05 |
| Stade de Reims          | 0 - 1 | Olympique de Marsella | Stade Auguste Delaune   | 24 de abril | 20:45 |

| Racing Estrasburgo    | 3 - 3 | París Saint-Germain | Stade de la Meinau      | 29 de abril | 21:00 |
| Lens                  | 2 - 2 | Nantes              | Stade Bollaert-Delelis  | 30 de abril | 17:00 |
| Stade Rennais         | 2 - 0 | Saint-Étienne       | Roazhon Park            | 30 de abril | 21:00 |
| Troyes                | 3 - 0 | Lille               | Stade de l'Aube         | 1 de mayo   | 13:00 |
| Stade Brestois        | 2 - 0 | Clermont Foot       | Stade Francis-Le Blé    | 1 de mayo   | 15:00 |
| Lorient               | 1 - 2 | Stade de Reims      | Stade du Moustoir       | 1 de mayo   | 15:00 |
| Mónaco                | 2 - 0 | Angers              | Stade Louis II          | 1 de mayo   | 15:00 |
| Montpellier           | 2 - 2 | Metz                | Stade de la Mosson      | 1 de mayo   | 15:00 |
| Girondins de Burdeos  | 0 - 1 | Niza                | Stade Matmut Atlantique | 1 de mayo   | 17:05 |
| Olympique de Marsella | 0 - 3 | Olympique de Lyon   | Orange Vélodrome        | 1 de mayo   | 20:45 |

| Lille               | 1 - 2 | Mónaco                | Stade Pierre-Mauroy    | 6 de mayo  | 21:00 |
| Stade Brestois      | 0 - 1 | Racing Estrasburgo    | Stade Francis-Le Blé   | 7 de mayo  | 17:00 |
| Metz                | 3 - 2 | Olympique de Lyon     | Stade Saint-Symphorien | 8 de mayo  | 13:00 |
| Angers              | 4 - 1 | Girondins de Burdeos  | Stade Raymond Kopa     | 8 de mayo  | 15:00 |
| Clermont Foot       | 2 - 1 | Montpellier           | Stade Gabriel Montpied | 8 de mayo  | 15:00 |
| Stade de Reims      | 1 - 2 | Lens                  | Stade Auguste Delaune  | 8 de mayo  | 15:00 |
| Lorient             | 0 - 3 | Olympique de Marsella | Stade du Moustoir      | 8 de mayo  | 17:05 |
| París Saint-Germain | 2 - 2 | Troyes                | Parc des Princes       | 8 de mayo  | 20:45 |
| Niza                | 4 - 2 | Saint-Étienne         | Allianz Riviera        | 11 de mayo | 19:00 |
| Nantes              | 2 - 1 | Stade Rennais         | Stade de la Beaujoire  | 11 de mayo | 21:00 |

| Girondins de Burdeos | 0 - 0 | Lorient               | Stade Matmut Atlantique | 14 de mayo | 21:00 |
| Olympique de Lyon    | 3 - 2 | Nantes                | Groupama Stadium        | 14 de mayo | 21:00 |
| Metz                 | 1 - 0 | Angers                | Stade Saint-Symphorien  | 14 de mayo | 21:00 |
| Mónaco               | 4 - 2 | Stade Brestois        | Stade Louis II          | 14 de mayo | 21:00 |
| Montpellier          | 0 - 4 | París Saint-Germain   | Stade de la Mosson      | 14 de mayo | 21:00 |
| Niza                 | 1 - 3 | Lille                 | Allianz Riviera         | 14 de mayo | 21:00 |
| Stade Rennais        | 2 - 0 | Olympique de Marsella | Roazhon Park            | 14 de mayo | 21:00 |
| Saint-Étienne        | 1 - 2 | Stade de Reims        | Stade Geoffroy-Guichard | 14 de mayo | 21:00 |
| Racing Estrasburgo   | 1 - 0 | Clermont Foot         | Stade de la Meinau      | 14 de mayo | 21:00 |
| Troyes               | 1 - 3 | Lens                  | Stade de l'Aube         | 14 de mayo | 21:00 |

| Angers                | 2 - 0 | Montpellier          | Stade Raymond Kopa     | 21 de mayo | 21:00 |
| Stade Brestois        | 2 - 4 | Girondins de Burdeos | Stade Francis-Le Blé   | 21 de mayo | 21:00 |
| Clermont Foot         | 1 - 2 | Olympique de Lyon    | Stade Gabriel Montpied | 21 de mayo | 21:00 |
| Lens                  | 2 - 2 | Mónaco               | Stade Bollaert-Delelis | 21 de mayo | 21:00 |
| Lille                 | 2 - 2 | Stade Rennais        | Stade Pierre-Mauroy    | 21 de mayo | 21:00 |
| Lorient               | 1 - 1 | Troyes               | Stade du Moustoir      | 21 de mayo | 21:00 |
| Olympique de Marsella | 4 - 0 | Racing Estrasburgo   | Orange Vélodrome       | 21 de mayo | 21:00 |
| Nantes                | 1 - 1 | Saint-Étienne        | Stade de la Beaujoire  | 21 de mayo | 21:00 |
| París Saint-Germain   | 5 - 0 | Metz                 | Parc des Princes       | 21 de mayo | 21:00 |
| Stade de Reims        | 2 - 3 | Niza                 | Stade Auguste Delaune  | 21 de mayo | 21:00 |

### Campeón
| Campeón                         |
| Francia                         |
| París Saint-Germain 10.° título |

## Play-offs Ascenso-Descenso

### Cuadro de desarrollo
|  | Primera ronda | Primera ronda       | Primera ronda |                       |       | Segunda ronda | Segunda ronda | Segunda ronda |   |   | Promoción | Promoción | Promoción | Promoción | Promoción |  |
|  |               |                     |               |                       |       |               |               |               |   |   |           |           |           |           |           |  |
|  |               |                     |               |                       |       |               |               |               |   |   |           |           |           |           |           |  |
|  | 4             | París F. C.         | 1             |                       |       |               |               |               |   |   |           |           |           |           |           |  |
|  | 4             | París F. C.         | 1             |                       |       |               |               |               |   |   |           |           |           |           |           |  |
|  | 5             | Sochaux-Montbéliard | 2             |                       |       |               |               |               |   |   |           |           |           |           |           |  |
|  | 5             | Sochaux-Montbéliard | 2             |                       | 3     | A. J. Auxerre | 0 (5)         |               |   |   |           |           |           |           |           |  |
|  |               |                     |               |                       | 3     | A. J. Auxerre | 0 (5)         |               |   |   |           |           |           |           |           |  |
|  |               |                     | 5             | Sochaux-Montbéliard   | 0 (4) |               |               |               |   |   |           |           |           |           |           |  |
|  |               |                     | 5             | Sochaux-Montbéliard   | 0 (4) |               |               |               |   |   |           |           |           |           |           |  |
|  |               |                     |               |                       |       |               |               |               |   |   |           |           |           |           |           |  |
|  |               |                     |               |                       |       |               |               |               |   |   |           |           |           |           |           |  |
|  |               |                     |               |                       |       |               | 3             | A. J. Auxerre | 1 | 1 | 2 (5)     |           |           |           |           |  |
|  |               |                     |               |                       |       |               |               |               | 1 | 1 | 2 (5)     |           |           |           |           |  |
|  |               |                     | 18            | A. S. Saint-ÉtienneL1 | 1     | 1             | 2 (4)         |               |   |   |           |           |           |           |           |  |
|  |               |                     | 18            | A. S. Saint-ÉtienneL1 | 1     | 1             | 2 (4)         |               |   |   |           |           |           |           |           |  |
|  |               |                     |               |                       |       |               |               |               |   |   |           |           |           |           |           |  |
|  |               |                     |               |                       |       |               |               |               |   |   |           |           |           |           |           |  |
|  |               |                     |               |                       |       |               |               |               |   |   |           |           |           |           |           |  |
|  |               |                     |               |                       |       |               |               |               |   |   |           |           |           |           |           |  |
|  |               |                     |               |                       |       |               |               |               |   |   |           |           |           |           |           |  |
|  |               |                     |               |                       |       |               |               |               |   |   |           |           |           |           |           |  |
|  |               |                     |               |                       |       |               |               |               |   |   |           |           |           |           |           |  |
|  |               |                     |               |                       |       |               |               |               |   |   |           |           |           |           |           |  |
|  |               |                     |               |                       |       |               |               |               |   |   |           |           |           |           |           |  |
|  |               |                     |               |                       |       |               |               |               |   |   |           |           |           |           |           |  |

### Primera ronda
| 17 de mayo de 2022 | París F. C. | 1:2 (1:1) | Sochaux-Montbéliard            | Estadio Charléty, París     |                             |
| 20:30 CEST         | Siby 6'     | Reporte   | - Ambri 45+1' - Do Couto 90+2' | Árbitro(s): Jérémie Pignard | Árbitro(s): Jérémie Pignard |

### Segunda ronda
| 20 de mayo de 2022 | A. J. Auxerre                                     | 0:0 (t. s.)(5:4 p.)        | Sochaux-Montbéliard                          | Estadio de l'Abbé-Deschamps, Auxerre |                            |
| 20:30 CEST         |                                                   | Reporte                    |                                              | Árbitro(s): Jérôme Brisard           | Árbitro(s): Jérôme Brisard |
|                    |                                                   | Tiros desde el punto penal |                                              |                                      |                            |
|                    | - Dugimont - Jubal - Perrin - Charbonnier - Touré |                            | - Pogba - Henry - Kitala - Virginius - Ambri |                                      |                            |

### Final
| Ida; 26 de mayo de 2022 | A. J. Auxerre | 1:1 (0:1) | A. S. Saint-Étienne | Estadio de l'Abbé-Deschamps, Auxerre |                           |
| 19:00 CEST              | Perrin 87'    | Reporte   | Youssouf 15'        | Árbitro(s): Benoît Millot            | Árbitro(s): Benoît Millot |

| Vuelta; 29 de mayo de 2022 | A. S. Saint-Étienne                                    | 1:1 (0:0, 0:0) (t. s.)(4:5 p.)(Global 2:2) | A. J. Auxerre                                          | Estadio Geoffroy-Guichard, Saint-Étienne |                            |
| 19:00 CEST                 | Camara 76'                                             | Reporte                                    | Sakhi 51'                                              | Árbitro(s): Antony Gautier               | Árbitro(s): Antony Gautier |
|                            |                                                        | Tiros desde el punto penal                 |                                                        |                                          |                            |
|                            | Boudebouz · Arnand Nordin · Trauco · Dioussé · Bouanga |                                            | Dugimont · Jubal · Perrin · Charbonnier · Birama Touré |                                          |                            |

- Global: 2–2. A. J. Auxerre ganó 5-4 en la tanda de penaltis. Por tanto, ascendió a la Ligue 1 y el A. S. Saint-Étienne descendió a la Ligue 2.

## Datos y estadísticas

### Récords
- Primer gol de la temporada: Anotado por Gelson Martins, para el Mónaco contra el Nantes (6 de agosto de 2021)
- Último gol de la temporada: Anotado por Ignatius Ganago, para el Lens contra el Mónaco (21 de mayo de 2022)
- Gol más rápido: Anotado a los 19 segundos por Wahbi Khazri en el RC Lens 2-2 Saint-Étienne (15 de agosto de 2021)
- Gol más cercano al final del encuentro: Anotado a los 97 minutos por Alexandre Oukidja (E/C), en el FC Metz 3-3 Lille OSC (8 de agosto de 2021).
- Mayor número de goles marcados en un partido: 8 goles, en el Lorient 6-2 Saint-Étienne (8 de abril de 2022), Nantes 5-3 Girondins de Burdeos (24 de abril de 2022)
- Partido con más espectadores: 65.121, en el Olympique de Marsella vs. París Saint-Germain (24 de octubre de 2021)
- Partido con menos espectadores: 2.633, en el Mónaco vs. Clermont Foot (16 de enero de 2022)
- Mayor victoria local: Stade Rennais 6-0 Clermont Foot (22 de septiembre de 2021), Stade Rennais 6-0 Girondins de Burdeos (16 de enero de 2022)
- Mayor victoria visitante: Saint-Étienne 0-5 Stade Rennais (5 de diciembre de 2021), Clermont Foot 1-6 París Saint-Germain (9 de abril de 2022).